# Tebing Gerinting Selatan
Tebing Gerinting Selatan is een bestuurslaag in het regentschap Ogan Ilir van de provincie Zuid-Sumatra, Indonesië. Tebing Gerinting Selatan telt 1344 inwoners (volkstelling 2010).